# Betty White
Pour les articles homonymes, voir White.
Betty White, née le 17 janvier 1922 à Oak Park (banlieue de Chicago) et morte le 31 décembre 2021 à Los Angeles, est une actrice américaine.

## Biographie

### Jeunesse et débuts
Betty Marion White est la fille unique de Horace et Tess White.
Elle débute en 1949, avec une apparition télévisée dans Hollywood on Television diffusée sur les networks californiens KFWB et KCOP-TV. En 1952, elle se voit proposer une sitcom inspirée de l'un des personnages qu'elle interprète dans l'émission, Life with Elizabeth, diffusée avec succès jusqu'en 1955. En 1954, elle anime et produit sa propre émission quotidienne de talk/variétés, The Betty White Show (en), sur NBC. Comme sur sa sitcom, elle a le contrôle créatif total, ce qui est le cas de très peu de femmes à l'époque, et engage notamment une réalisatrice.
L'émission fait face à des critiques en raison de la participation d'Arthur Duncan (en), un artiste afro-américain, en tant que membre régulier de la distribution, à une époque où la ségrégation fait rage. La critique enfle lorsque NBC diffuse l'émission à l'échelle nationale. Les stations locales du sud menacent de la boycotter à moins que Duncan ne soit retiré de l'antenne. Betty White répond : « Je suis désolée. Faites avec. » et offre à Duncan plus de temps d'antenne,. Initialement un succès d'audience, l'émission change à plusieurs reprises de créneau horaire et subit une baisse d'audience, incitant NBC à annuler la série à la fin de l'année.

### Consécration

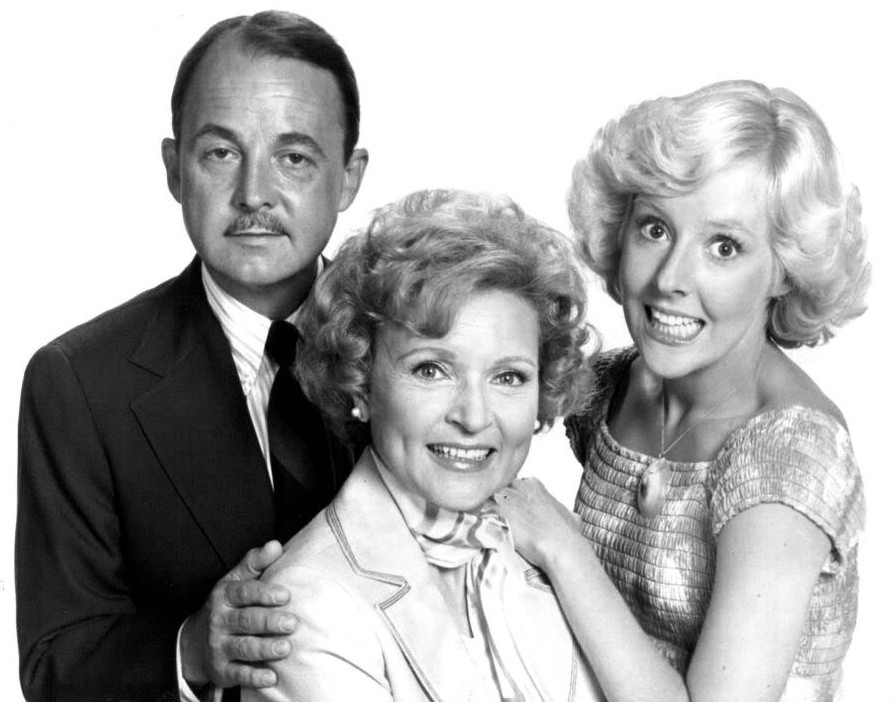
Betty White dans The Betty White Show (1977), entourée de John Hillerman et de Georgia Engel.

Ce n'est qu'en 1962 que Betty White décroche un rôle au cinéma, dans Tempête à Washington d'Otto Preminger. Elle obtient son premier grand rôle dans la série télévisée The Mary Tyler Moore Show où elle interprète Sue Ann Nivens, de 1973 à 1977. Elle enchaîne ensuite dans de nombreuses séries télévisées, comme Snavely, With This Ring (en) ou Eunice. Mais son rôle le plus marquant reste sans conteste celui de la lunaire et naïve Rose Nylund dans la série Les Craquantes (The Golden Girls) de 1985 à 1992.
En 1998-1999, elle fait partie des distributions de Pluie d'enfer, Lake Placid et Une vie à deux.
De 2006 à 2009, elle interprète Anne Douglas dans le soap Amour, Gloire et Beauté. Elle apparaît aussi dans Ugly Betty, Boston Justice et dans un épisode des Simpsons.
De 2010 à 2015, elle joue le rôle d'Elka Ostrovsky dans la série Hot in Cleveland.

### Décès
Betty White meurt d'un accident vasculaire cérébral le 31 décembre 2021 à Carmel (Californie).

### Vie privée
Betty White a été mariée à trois reprises : 
- avec le pilote de chasse Dick Barker de 1945 à 1946 (divorce) ;
- avec l'agent artistique Lane Allen, de 1947 à 1949 (divorce) ;
- avec le présentateur de télévision Allen Ludden (en), de 1963 à 1981 (décès de Allen).

Elle n'a jamais eu d'enfant.
Elle déclara avoir souvent servi de couverture, pour contrer les rumeurs sur l'homosexualité de Liberace, à la demande de ses producteurs.

## Filmographie

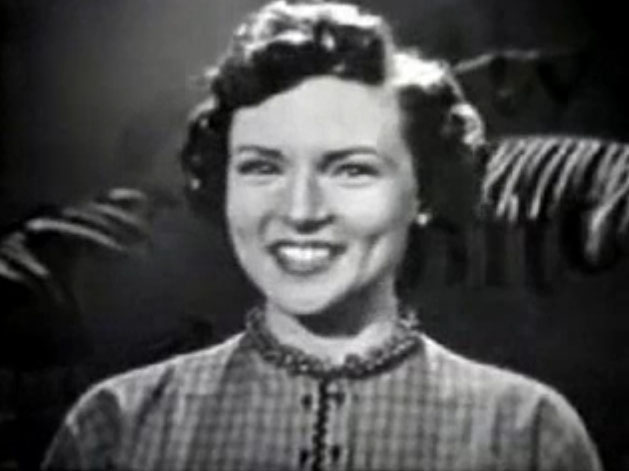
Betty White en 1954 dans The Betty White Show.

### Cinéma
- 1962 : Tempête à Washington : Sénatrice Bessie Adams
- 1976 : The Paul Lynde Halloween Special : Miss Halloween
- 1998 : Denis la Malice sème la panique : Martha Wilson
- 1998 : Mister G. : Betty White
- 1998 : Pluie d'enfer : Doreen Sears
- 1999 : Lake Placid : Mrs. Delores Bickerman
- 1999 : Une vie à deux : Lillian Jordan
- 2000 : Whispers: An Elephant's Tale : Round (voix)
- 2003 : Bronx à Bel Air : Mrs. Kline
- 2005 : The Third Wish : Lettie
- 2008 : Ponyo sur la falaise : Noriko (voix)
- 2009 : La Proposition : grand-mère Annie
- 2009 : Love N' Dancing : Irene
- 2010 : Encore toi! : grand-mère Bunny
- 2012 : Le Lorax : grand-mère Norma (voix)

### Courts-métrages
- 1945 : Time to Kill
- 1978 : A Different Approach
- 2009 : Part Two: The Warm Mission

### Télévision

#### Téléfilms
- 1971 : Vanished : présentatrice télé
- 1978 : Snavely : Gladys Snavely
- 1978 : With This Ring : Evelyn Harris
- 1979 : Le Poids du déshonneur : Anita
- 1979 : The Best Place to Be : Sally Cantrell
- 1980 : The Gossip Columnist
- 1981 : Stephanie : Agnes Dewey
- 1982 : Eunice : Ellen
- 1987 : Alf Loves a Mystery : tante Harriet
- 1991 : Chance of a Lifetime : Evelyn Eglin
- 1996 : A Weekend in the Country : Martha
- 1996 : The Story of Santa Claus : Gretchen Claus (voix)
- 2000 : The 70s: The Decade That Changed Television : présentatrice
- 2001 : Petits Chiots pour grande famille : Mrs. Krisper
- 2001 : The Wild Thornberrys: The Origin of Donnie : grand-mère Sophie (voix)
- 2003 : Petit Papa voleur : Emily Sutton
- 2003 : Return to the Batcave: The Misadventures of Adam and Burt : la femme à la fenêtre
- 2005 : Le Cap des amoureux : Annie Eason
- 2010 : Lutins d'élite: Opération Secret du Père Noël : Mrs. Claus (voix)
- 2011 : L'Amour à la une (The Lost Valentine) : Caroline Thomas

#### Séries télévisées
- 1949 : Hollywood on Television : fille au téléphone
- 1952-1955 : Life with Elizabeth : Elizabeth - également productrice
- 1956 : The Millionaire : Virginia Lennart
- 1957-1958 : Date with the Angels : Vickie Angel / Honey
- 1959 : Masquerade Party
- 1968 : That's Life
- 1969 : Petticoat Junction : Adelle Colby
- 1972 : The Odd Couple : elle-même
- 1973-1977 : The Mary Tyler Moore Show : Sue Ann Nivens
- 1975 : Ellery Queen, à plume et à sang : Louise Demery
- 1975 : Lucas Tanner : Lydia Merrick
- 1975 : The Carol Burnett Show : Various
- 1977-1978 : The Betty White Show : Joyce Whitman
- 1980-1985 : La croisière s'amuse : Betsy Boucher / Betsy Bouchet…
- 1981 : Best of the West : Amanda Tremaine
- 1982 : Love, Sidney : Charlotte
- 1983 : Fame : Catherine
- 1983-1986 : Mama's Family : Ellen Harper Jackson
- 1984 : Hôtel : Wilma Klein
- 1985 : Hôpital St Elsewhere : Capt. Gloria Neal
- 1985 : Madame est servie : Présentatrice de la Macy's Parade / Bobbie Barnes
- 1985-1992 : Les Craquantes : Rose Nylund
- 1987 : Matlock : Betty White
- 1987 : This Is Your Life
- 1988 : Santa Barbara : serveuse / femme au théâtre
- 1988 : Another World : Brenda Barlowe
- 1989-1992 : La Maison en folie : Rose Nylund
- 1990 : Carol and Company : Trisha Durant
- 1991 : Nurses : Rose Nylund
- 1992-1993 : The Golden Palace : Rose Nylund
- 1993 : Bob : Sylvia Schmidt
- 1994 : Diagnostic : Meurtre : Dora Sloan
- 1995 : Une fille à scandales : Betty White
- 1995-1996 : Maybe This Time : Shirley Wallace
- 1996 : Susan ! (Suddenly Susan) : Midge Haber
- 1998 : L.A. Docs : Mrs. Brooks
- 1998 : The Lionhearts : Dorothy
- 1999 : Ally McBeal : Dr Shirley Flott
- 1999 : Hercules : Hestia
- 1999-2001 : Un homme à femmes (Ladies Man) : Mitzi Stiles
- 1999-2002 : Les Rois du Texas : Dorothy / Ellen / Delia
- 2000 : La Famille Delajungle : Sophie Hunter / grand-mère Sophie
- 2000 : Les Simpson : elle-même (saison 11, épisode Missionnaire impossible)
- 2001 : The Ellen Show : Connie Gibson
- 2002 : Oui, chérie ! : Sylvia
- 2002 : Providence : Julianna
- 2002 : Teacher's Pet : Granny
- 2002-2003 : That '70s Show : Bea Sigurdson
- 2003 : Billy et Mandy, aventuriers de l'au-delà : Mrs. Doolin
- 2003 : Gary the Rat : mère de Gary
- 2003 : I'm with Her : elle-même
- 2003-2004 : Everwood : Carol Roberts
- 2004 : Le Roi de Las Vegas : grand-mère Wilson
- 2004 : Ma famille d'abord : Mrs. June Hopkins
- 2004 : Malcolm : Sylvia
- 2004 : The Practice : Donnell et Associés : Catherine Piper
- 2004-2005 : Les Sauvages : Mrs. Riley
- 2004-2007 : Les Héros d'Higglyville : grand-mère/ grand-mère Hero
- 2005 : Joey : Margaret Bly
- 2005-2008 : Boston Justice : Catherine Piper
- 2006 : Les Griffin : elle-même
- 2006 : Earl : Mrs. Weezmer
- 2006-2009 : Amour, Gloire et Beauté : Ann Douglas
- 2007 : Ugly Betty : elle-même
- 2007 : Les Simpson : elle-même (saison 18, épisode Homerazzi)
- 2009 : 30 Rock : elle-même
- 2009-2010 : Glenn Martin DDS : Shelia Martin / Dora
- 2010 : Community : professeur June Bauer
- 2010 : The Middle : Mrs. Nethercott
- 2010-2013 : Les Pitous : Agatha McLeish
- 2010-2015 : Hot in Cleveland : Elka Ostrovsky
- 2012-2014 : Betty White's Off Their Rockers - également productrice
- 2012 : The Client List : Ruth Hudson
- 2013 : Mickey Mouse : Aardvark Lady
- 2013 : Save Me : God
- 2014 : The Soul Man : Elka
- 2014 : WWE Raw : elle-même
- 2015-2017 : Bones : Dr Beth Mayer
- 2015-2017 : Fireside Chat with Esther : Rose
- 2016 : Bob l'éponge : Beatrice
- 2016 : Crowded : Sandy
- 2017 : Young and Hungry : Ms. Wilson

## Distinctions

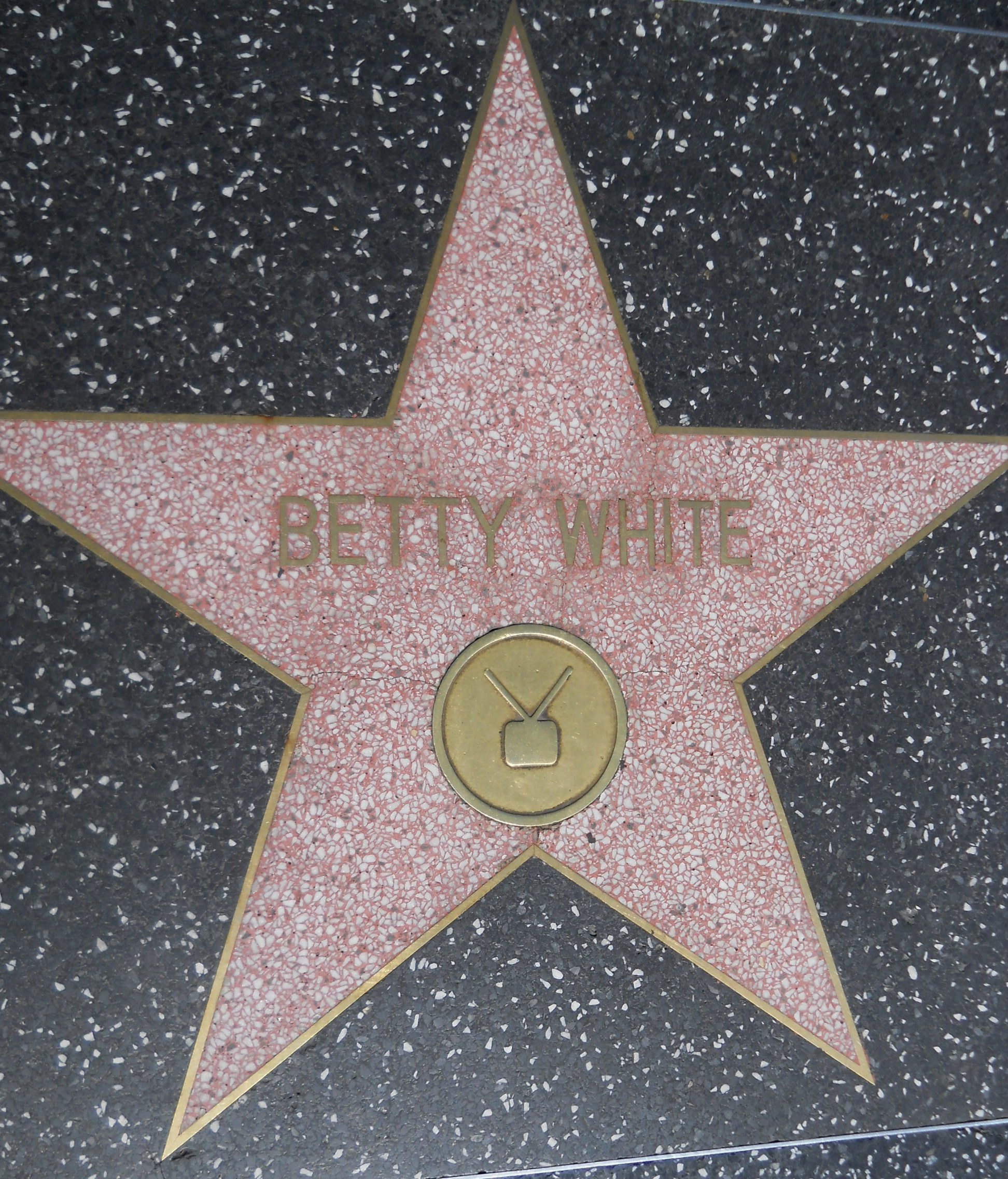
Étoile de Betty White sur le Hollywood Walk of Fame.

- Étoile de Betty White sur le Hollywood Walk of Fame, inaugurée le 18 février 1988 au 6747 Hollywood Boulevard.

### Récompenses
- Los Angeles Area Emmy Awards 1952 : meilleure personnalité féminine pour Life with Elizabeth

- Primetime Emmy Awards 1975 : meilleur second rôle dans une série comique pour The Mary Tyler Moore Show

- Primetime Emmy Awards 1976 : meilleur second rôle dans une série comique pour The Mary Tyler Moore Show

- Daytime Emmy Awards 1983 : meilleure présentation d'un jeu ou d'une émission faisant participer le public pour Just Men![9]

- Golden Apple Awards 1986 : actrice de l'année, partagé avec Beatrice Arthur, Estelle Getty et Rue McClanahan
- Primetime Emmy Awards 1986 : meilleure actrice dans une comédie pour The Golden Girls

- American Comedy Awards 1987 : actrice la plus drôle dans une série télévisée pour The Golden Girls
- Viewers for Quality Television Awards 1987 : Meilleure actrice dans une comédie pour The Golden Girls

- Viewers for Quality Television Awards 1988 : Meilleure actrice dans une comédie pour The Golden Girls

- American Comedy Awards 1990 : accomplissement de carrière dans la comédie

- Primetime Emmy Awards 1996 : meilleure actrice invitée dans une série comique pour The John Larroquette Show, épisode Here We Go Again

- Online Film & Television Association Awards 1999 : Hall of Fame

- American Comedy Awards 2000 : actrice invitée la plus drôle dans une série télévisée pour Ally McBeal

- TV Land Awards 2003 : quintessence de la famille non-traditionnelle pour The Golden Girls, partagé avec Bea Arthur, Estelle Getty et Rue McClanahan

- TV Land Awards 2004 : meilleure émission novatrice pour The Mary Tyler Moore Show, partagé avec Mary Tyler Moore, John Amos, Edward Asner, Valerie Harper, Cloris Leachman et Gavin MacLeod

- Gold Derby Awards 2008 : accomplissement de carrière
- TV Land Awards 2008 : Pop Culture Award pour The Golden Girls, partagé avec Bea Arthur et Rue McClanahan

- Television Critics Association Awards 2009 : Accomplissement de carrière

- British Academy of Film and Television Arts Los Angeles 2010 :eExcellence dans la comédie
- Gold Derby Awards 2010 : 
  - Meilleure artiste de variétés pour Saturday Night Live
  - Artiste de l'année
- Online Film & Television Association Awards 2010 : meilleure actrice dans un programme de fiction  pour Saturday Night Live
- Primetime Emmy Awards 2010 : meilleure actrice invitée dans une série comique pour Saturday Night Live
- Screen Actors Guild Awards 2010 : accomplissement de carrière
- Teen Choice Awards 2010 : Meilleure danse dans un film pour La Proposition, partagé avec Sandra Bullock

- Gracie Allen Awards 2011 : meilleure actrice dans une série comique pour Hot in Cleveland
- Screen Actors Guild Awards 2011 : Meilleure actrice dans une série comique pour Hot in Cleveland
- TV Guide Awards 2011 : icône télévisuelle préférée

- GALECA: The Society of LGBTQ Entertainment Critics Awards 2012 : accomplissement de carrière
- Gold Derby Awards 2012 : meilleure présentation d'une émission de télé-réalité pour Betty White's Off Their Rockers
- Grammy Awards 2012 : meilleur album parlé pour If You Ask Me (And of Course You Won't), partagé avec Kevin Thomsen (producteur), Peter Pantelis et Jeremy Wesley (mixage)
- Screen Actors Guild Awards 2012 : meilleure actrice dans une série comique pour Hot in Cleveland

- Daytime Emmy Awards 2015 : accomplissement de carrière
- People's Choice Awards 2015 : icône télévisuelle préférée

- Publicists Guild of America Awards 2018 : accomplissement de carrière

- CinEuphoria Awards (es) 2019 : accomplissement de carrière

- Women Film Critics Circle Awards 2021 : accomplissement de carrière

### Nominations
- Primetime Emmy Awards 1951 : meilleure actrice

- Primetime Emmy Awards 1977 : meilleur second rôle dans une série comique pour The Mary Tyler Moore Show

- Daytime Emmy Awards 1984 : meilleure présentation d'un jeu ou d'une émission faisant participer le public pour Just Men!

- Golden Globes 1986 : meilleure actrice dans une série comique ou musicale pour The Golden Girls

- Golden Globes 1987 : meilleure actrice dans une série comique ou musicale pour The Golden Girls
- People's Choice Awards 1987 : actrice de télévision préférée
- Primetime Emmy Awards 1987 : meilleure actrice dans une série comique pour The Golden Girls

- Golden Globes 1988 : meilleure actrice dans une série comique ou musicale pour The Golden Girls
- People's Choice Awards 1988 : actrice de télévision préférée
- Primetime Emmy Awards 1988 : meilleure actrice dans une série comique pour The Golden Girls

- Golden Globes 1989 : Meilleure actrice dans une série comique ou musicale pour The Golden Girls
- People's Choice Awards 1989 : actrice de télévision préférée
- Primetime Emmy Awards 1989 : meilleure actrice dans une série comique pour The Golden Girls

- American Comedy Awards 1990 : actrice la plus drôle dans une série télévisée pour The Golden Girls
- Primetime Emmy Awards 1990 : Meilleure actrice dans une série comique pour The Golden Girls

- Primetime Emmy Awards 1991 : meilleure actrice dans une série comique pour The Golden Girls

- Primetime Emmy Awards 1992 : meilleure actrice dans une série comique pour The Golden Girls

- Primetime Emmy Awards 1997 : meilleure actrice invitée dans une série comique pour Susan !, épisode Golden Girl Friday

- Online Film & Television Association Awards 2000 : meilleure actrice dans une série comique pour Un homme à femmes (Ladies Man)

- Primetime Emmy Awards 2003 : meilleure actrice invitée dans une série comique pour Oui, chérie !

- Gold Derby Awards 2004 : meilleure actrice invitée dans une série dramatique pour The Practice
- Primetime Emmy Awards 2004 : meilleure actrice invitée dans une série dramatique pour The Practice

- Gold Derby Awards 2007 : accomplissement de carrière

- Primetime Emmy Awards 2009 : meilleure actrice invitée dans une série comique pour Earl, épisode Witch Lady

- Gold Derby Awards 2010 : actrice invitée de la décennie pour Boston Justice et The Practice
- MTV Movie & TV Awards 2010 : Meilleur « WTF »[10] moment pour La Proposition
- Teen Choice Awards 2010 : meilleure « voleuse de scène » pour La Proposition

- Gold Derby Awards 2011 : Meilleur second rôle féminin dans un téléfilm ou une mini-série pour L'Amour à la une
- Online Film & Television Association Awards 2011 : meilleur second rôle dans une série comique pour Hot in Cleveland
- People's Choice Awards 2011 : 
  - Actrice de télévision invitée préférée pour Community
  - Sensation à l'écran préférée
- Primetime Emmy Awards 2011 : meilleur second rôle féminin dans une série comique pour Hot in Cleveland
- Screen Actors Guild Awards 2011 : meilleure distribution d'ensemble dans une série comique pour Hot in Cleveland, partagé avec Valerie Bertinelli, Jane Leeves et Wendie Malick

- MovieGuide Awards 2012 : Interprétation télévisuelle la plus inspirante pour L'Amour à la une
- Primetime Emmy Awards 2012 : meilleure présentation d'une émission de télé-réalité pour Betty White's Off Their Rockers
- Screen Actors Guild Awards 2012 : meilleure actrice dans un téléfilm ou une mini-série pour L'Amour à la une

- Primetime Emmy Awards 2013 : meilleure présentation d'une émission de télé-réalité pour Betty White's Off Their Rockers
- Screen Actors Guild Awards 2013 : meilleure actrice dans une série comique pour Hot in Cleveland

- Primetime Emmy Awards 2014 : meilleure présentation d'une émission de télé-réalité pour Betty White's Off Their Rockers

- Critics Choice Television Awards 2015 : meilleure présentation d'une émission de télé-réalité pour Betty White's Off Their Rockers